# Coulanges-sur-Yonne
Coulanges-sur-Yonne és un municipi francès, situat al departament del Yonne i a la regió de Borgonya - Franc Comtat. L'any 2007 tenia 546 habitants.

## Demografia

### Població
El 2007 la població de fet de Coulanges-sur-Yonne era de 546 persones. Hi havia 240 famílies, de les quals 114 eren unipersonals (61 homes vivint sols i 53 dones vivint soles), 69 parelles sense fills, 30 parelles amb fills i 27 famílies monoparentals amb fills.
La població ha evolucionat segons el següent gràfic:
Habitants censats

### Habitatges
El 2007 hi havia 343 habitatges, 243 eren l'habitatge principal de la família, 50 eren segones residències i 50 estaven desocupats. 278 eren cases i 63 eren apartaments. Dels 243 habitatges principals, 145 estaven ocupats pels seus propietaris, 82 estaven llogats i ocupats pels llogaters i 16 estaven cedits a títol gratuït; 6 tenien una cambra, 33 en tenien dues, 72 en tenien tres, 58 en tenien quatre i 73 en tenien cinc o més. 176 habitatges disposaven pel capbaix d'una plaça de pàrquing. A 135 habitatges hi havia un automòbil i a 53 n'hi havia dos o més.

### Piràmide de població
La piràmide de població per edats i sexe el 2009 era:
| Homes | Edats   | Dones |
| ----- | ------- | ----- |
| 0     | 95 o +  | 0     |
| 8     | 90 a 94 | 24    |
| 8     | 85 a 89 | 20    |
| 4     | 80 a 84 | 4     |
| 16    | 75 a 79 | 36    |
| 12    | 70 a 74 | 20    |
| 16    | 65 a 69 | 40    |
| 20    | 60 a 64 | 20    |
| 20    | 55 a 59 | 8     |
| 20    | 50 a 54 | 28    |
| 8     | 45 a 49 | 8     |
| 20    | 40 a 44 | 24    |
| 0     | 35 a 39 | 4     |
| 24    | 30 a 34 | 16    |
| 8     | 25 a 29 | 8     |
| 20    | 20 a 24 | 16    |
| 40    | 15 a 19 | 24    |
| 28    | 10 a 14 | 28    |
| 8     | 5 a 9   | 4     |
| 4     | 0 a 4   | 12    |

## Economia
El 2007 la població en edat de treballar era de 270 persones, 166 eren actives i 104 eren inactives. De les 166 persones actives 148 estaven ocupades (77 homes i 71 dones) i 17 estaven aturades (10 homes i 7 dones). De les 104 persones inactives 40 estaven jubilades, 34 estaven estudiant i 30 estaven classificades com a «altres inactius».

### Ingressos
El 2009 a Coulanges-sur-Yonne hi havia 248 unitats fiscals que integraven 461,5 persones, la mediana anual d'ingressos fiscals per persona era de 16.588 €.

### Activitats econòmiques
Dels 33 establiments que hi havia el 2007, 1 era d'una empresa alimentària, 1 d'una empresa de fabricació de material elèctric, 1 d'una empresa de fabricació d'altres productes industrials, 2 d'empreses de construcció, 9 d'empreses de comerç i reparació d'automòbils, 1 d'una empresa de transport, 3 d'empreses d'hostatgeria i restauració, 2 d'empreses financeres, 1 d'una empresa immobiliària, 4 d'empreses de serveis, 4 d'entitats de l'administració pública i 4 d'empreses classificades com a «altres activitats de serveis».
Dels 11 establiments de servei als particulars que hi havia el 2009, 1 era una gendarmeria, 1 oficina de correu, 2 oficines bancàries, 1 funerària, 1 taller de reparació d'automòbils i de material agrícola, 1 paleta, 1 guixaire pintor, 2 perruqueries i 1 restaurant.
Dels 4 establiments comercials que hi havia el 2009, 1 era una gran superfície de material de bricolatge, 1 una botiga de menys de 120 m², 1 una fleca i 1 una joieria.
L'any 2000 a Coulanges-sur-Yonne hi havia 5 explotacions agrícoles que ocupaven un total de 670 hectàrees.

## Equipaments sanitaris i escolars
El 2009 hi havia 1 farmàcia i 1 ambulància.
El 2009 hi havia una escola elemental.

## Poblacions més properes
El següent diagrama mostra les poblacions més properes.